# Île Jarre
Pour les articles homonymes, voir Jarre.
L'île Jarre est une île au sud de Marseille face au massif du Marseilleveyre où l'on trouve les restes du Grand Saint Antoine datant de la peste de Marseille de 1720.
C'est une île étroite, qui s'accompagne d'un îlot, l'île de Jarron, à son extrémité nord-ouest.